# Gavião (Portugal)
Gavião é uma vila portuguesa no distrito de Portalegre, região Alentejo e sub-região do Alto Alentejo.
É sede do município de Gavião com 294,59 km² de área e 3 324 habitantes (2023), subdividido em 4 freguesias. O município é limitado a oeste e norte pelo município de Mação, a leste por Nisa, a sueste pelo Crato, a sudoeste por Ponte de Sor e a oeste por Abrantes.
Constituiu importante possessão da Ordem de Malta ou do Hospital de São João de Jerusalém, de Rodes e de Malta, como outrora se denominou esta antiquíssima Ordem Religiosa e Militar. Razão pela qual o brasão autárquico ostenta no todo do campo do escudo a cruz da Ordem de Malta.
Gavião recebeu foral de D. Manuel I em 23 de Novembro de 1519.

## História
Ao que consta, a freguesia de Gavião já seria povoada na época dos romanos, por ser terra fértil e pela sua situação numa extensa campina, tendo em conta alguns elementos arqueológicos desse período. Alguns autores referem mesmo que aqui terá existido a antiga cidade de Fraginum ou Fraxinum, em contradição a outros que afirmam ser a Fraginum a vila de Alpalhão.
Foi no período tardo-medieval uma das doze vilas do priorado do Crato.
O seu povoamento terá começado por volta do século XII, quando o território estava incluído no termo de Guidintesta, uma vasta região compreendida entre os rios Tejo e Zêzere, doada por D. Sancho I à ordem dos freires-cavaleiros de S. João do Hospital com o intuito da salvaguarda do território das investidas muçulmanas.
Ao contrário de outras povoações, Gavião foi aumentando a sua importância com o decorrer dos séculos, como demonstra o Foral de 23 de Novembro de 1519, durante o reinado de D. Manuel I, que instituiu a vila e, por arrastamento dotou-a de todos os privilégios e direitos inerentes à categoria de concelho.
Ao longo dos tempos, a vida no concelho de Gavião decorreu com a regularidade permitida pelo seu afastamento dos grandes centros, embora aqui e além sentindo os estrondos das crises e os fervores nacionalistas da época moderna que aqui chegavam tardiamente e um pouco esfumados.
O concelho foi suprimido entre 26 de Novembro de 1895 e 13 de Janeiro de 1898, na sequência de uma reforma administrativa do País. As suas freguesias passaram então para o concelho de Nisa, à excepção de Comenda, que transitou para o concelho do Crato. A restauração do concelho, em 1898, foi feita num movimento a que muito elucidativamente se designou de contra-reforma administrativa, recebendo Gavião, nesta altura, a freguesia de Belver, que até aqui estivera em Mação
Em termos patrimoniais, "a paisagem é o principal monumento desta vila histórica", como referiu António Nabais em "Viagens na Nossa Terra".
Gavião é um concelho essencialmente agrícola agora e como sempre. A sua população mantém muitos dos traços rurais que fizeram a sua história e etnografia. O artesanato aí está a prová-lo, bem como uma gastronomia regional rica, variada e saborosa.
A bandeira, armas e selo que constituem a heráldica de Gavião são os seguintes, segundo o parecer da Associação dos Arqueólogos Portugueses: bandeira esquartelada de amarelo e verde, coroa e borlas de ouro e verde, lança e haste douradas. Armas - De negro, com uma cruz da ordem de S. João do Hospital ou cruz de Malta de prata carregada no cruzamento por um gavião de sua cor, voando, acompanhado por um ramo de oliveira de verde furtado de ouro e por um ramo de sobreiro de verde landado de ouro, atados de vermelho em ponta, juntamente com um cacho de uvas de prata realçado de purpura, folhado e truncado de verde. Coroa mural de prata de quatro torres. Listel branco com os dizeres "Vila de Gavião" a negro. Selo circular, tendo ao centro as peças das armas e em volta, dentro de círculos concêntricos. Dizeres: "Câmara Municipal do Gavião".
Duas últimas palavras nesta breve resenha histórica de/e sobre o Gavião para as figuras célebres de Mouzinho da Silveira, o célebre legislador português, sepultado por desejo testamentado no cemitério da freguesia de Margem deste concelho ("...são gentes agradecidas e boas, e gosto agora da ideia de estar cercado, quando morto, de gente que na minha vida se atreveu a ser agradecida"), e de Eusébio Leão, um dos paladinos e deputado da República em Portugal, natural e digno filho da nossa terra.

## Bandeira
Em conformidade com as regras gerais de Administração Política e Administração Civil do Ministério do Interior, atendendo aos desejos municipais da vila de Gavião e pelo estudo solicitado, as armas do Município foram, assim, representadas e descritas:
“Armas de negro com uma cruz de Malta de prata carregada no cruzamento por um gavião sem cor, voando, acompanhado por ramo de oliveira verde frutado de ouro atados de vermelho em ponta, conjuntamente, com um cacho de uvas de prata realçado de púrpura folhado e torneado de verde. Coroa mural de prata e de quatro torres; listel branco e com os dizeres Vila de Gavião, a negro. Bandeira esquartelada de amarelo e verde coroa e borlas de ouro e verde. Eça e haste douradas. Selo circular tendo ao centro das armas com indicação dos esmaltes em volta, dentro de círculos concêntricos os dizeres – Câmara Municipal de Gavião. A bandeira sendo destinada a cortejos e cerimónias é bordada com seda de 1 metro e meio.
A que se destina a ser arvorada é de tule, podendo deixar de ter assentes as armas respectivas. Se a Câmara Municipal concordar com este parecer deverá transcrever na Acta a respectiva descrição.
Como se disse na Acta sobre as armas, bandeira e selo, foi enviada uma cópia da mesma ao Governo Civil e à Direcção Geral Administrativa e Ministério do Interior para aprovação do Ministro (1935) – Sintra, Junho de 1935, Afonso d’Ornelas”.
Assim nascem as armas de Gavião, aprovadas, em parecer, em acta que se notificou, sob título “Armas”.
Ver, por todos, A Cruz da Ordem de Malta nos Brasões Autárquicos Portugueses, de António Brandão de Pinho.

## Evolução da População do Município
Os Recenseamentos Gerais da população portuguesa, regendo-se pelas orientações internacionais da época (Congresso Internacional de Estatística de Bruxelas de 1853), tiveram lugar a partir de 1864.
De acordo com os dados do INE o distrito de Portalegre registou em 2021 um decréscimo populacional na ordem dos 11,5% relativamente aos resultados do censo de 2011. No concelho de Gavião esse decréscimo rondou os 17.9%.
| Número de habitantes★                    | Número de habitantes★ | Número de habitantes★ | Número de habitantes★ | Número de habitantes★ | Número de habitantes★ | Número de habitantes★ | Número de habitantes★ | Número de habitantes★ | Número de habitantes★ | Número de habitantes★ | Número de habitantes★ | Número de habitantes★ | Número de habitantes★ | Número de habitantes★ | Número de habitantes★ |
| ---------------------------------------- | --------------------- | --------------------- | --------------------- | --------------------- | --------------------- | --------------------- | --------------------- | --------------------- | --------------------- | --------------------- | --------------------- | --------------------- | --------------------- | --------------------- | --------------------- |
| 1864                                     | 1878                  | 1890                  | 1900                  | 1911                  | 1920                  | 1930                  | 1940                  | 1950                  | 1960                  | 1970                  | 1981                  | 1991                  | 2001                  | 2011                  | 2021                  |
| 4 922                                    | 5 354                 | 6 086                 | 6 462                 | 7 578                 | 8 172                 | 9 168                 | 10 439                | 11 023                | 10 049                | 7 730                 | 6 850                 | 5 920                 | 4 887                 | 4 132                 | 3 394                 |
| Número de habitantes por Grupo Etário ★★ |                       |                       |                       |                       |                       |                       |                       |                       |                       |                       |                       |                       |                       |                       |                       |
|                                          |                       |                       | 1900                  | 1911                  | 1920                  | 1930                  | 1940                  | 1950                  | 1960                  | 1970                  | 1981                  | 1991                  | 2001                  | 2011                  | 2021                  |
| 0-14 Anos                                | 0-14 Anos             | 0-14 Anos             | 2 254                 | 2 714                 | 2 715                 | 3 029                 | 3 348                 | 2 936                 | 2 280                 | 1 480                 | 1 082                 | 659                   | 445                   | 358                   | 265                   |
| 15-24 Anos                               | 15-24 Anos            | 15-24 Anos            | 1 020                 | 1 281                 | 1 437                 | 1 702                 | 1 707                 | 1 894                 | 1 575                 | 935                   | 916                   | 673                   | 443                   | 304                   | 234                   |
| 25-64 Anos                               | 25-64 Anos            | 25-64 Anos            | 2 588                 | 3 042                 | 3 385                 | 3 884                 | 4 377                 | 4 959                 | 4 963                 | 4 085                 | 3 145                 | 2 682                 | 2 087                 | 1 785                 | 1 467                 |
| = ou > 65 Anos                           | = ou > 65 Anos        | = ou > 65 Anos        | 399                   | 484                   | 513                   | 561                   | 753                   | 1 009                 | 1 231                 | 1 230                 | 1 707                 | 1 906                 | 1 912                 | 1 685                 | 1 428                 |

★ Número de habitantes "residentes", ou seja, que tinham a residência oficial neste município à data em que os censos  se realizaram.
★★ De 1900 a 1950 os dados referem-se à população "de facto", ou seja, que estava presente no município à data em que os censos se realizaram. Daí que se registem algumas diferenças relativamente à designada população residente

## Freguesias

Freguesias do município de Gavião.

As freguesias do município de Gavião são as seguintes:
- Belver
- Comenda
- Gavião e Atalaia
- Margem

## Património
- Castelo de Belver
- Passadiços do Alamal

### Largo do Município
Localizado no núcleo histórico de Gavião, o Largo do Município é uma das principais artérias da vila, onde se situam alguns dos edifícios mais importantes. Apesar da sua importância histórica, não será este o largo mais antigo de Gavião, mas sim o do Pelourinho, onde, segundo a crença popular, se terá fundado o Gavião e onde existia uma torre de vigia que fazia parte do sistema defensivo desta zona.
Ponto de encontro da população, o Largo do Município era conhecido por Rossio, porque ali se realizavam, desde há cem anos, as feiras e os mercados, assim como as vendas de outros géneros em tempos de crise.
Em 27 de Abril de 1926, sob proposta do vereador Vicente Raimundo Cardigos, pretendeu-se dar o nome de Praça Dr. José Caetano Rebelo, mas a Câmara, por maioria, não aceita.
Nos anos 50, do século XX, deixa de se chamar Praça da República para se designar com o nome que é hoje conhecida.
No Largo, para além da Igreja Matriz e do Coreto, oferecido à vila pelo benemérito Dr. Anselmo Patrício, existem vários edifícios que merecem algum destaque:
- Antigo seminário de Gavião, construído em finais do século XIX para residência da família Rebelo;
- A Junta de Freguesia, residência do Dr. Matias Marques Ayres de Seixas;
- O imponente Solar Patrício Lino Netto. Este palácio foi construído no local de umas casas da família Ayres de Seixas que datam do século XVI e restaurado em meados do século XX pelo actual proprietário, Dr. Joaquim Lino Netto, descendente dos Ayres de Seixas, a família mais antiga de Gavião;
- A Câmara Municipal, construída por volta de 1856 e remodelado em 1972, que substituiu os antigos Paços do Concelho, localizados no Largo do Pelourinho, no edifício até há pouco tempo ocupado pelos Bombeiros Municipais.

## Política

### Eleições autárquicas[9]
| Data | %     | V     | %            | V            | %       | V       | %              | V      | %              | V       | %              | V   | %              | V       | %  | V  | Participação |                |
| Data | PS    | PS    | FEPU/APU/CDU | FEPU/APU/CDU | CDS-PP  | CDS-PP  | AD             | AD     | PPD/PSD        | PPD/PSD | PRD            | PRD | PSD-CDS        | PSD-CDS | CH | CH | Participação |                |
| ---- | ----- | ----- | ------------ | ------------ | ------- | ------- | -------------- | ------ | -------------- | ------- | -------------- | --- | -------------- | ------- | -- | -- | ------------ | -------------- |
| Data | 1976  | 56,23 | 4            | 23,64        | 1       | 12,07   | -              |        |                |         |                |     |                |         |    |    |              | 58,39 / 100,00 |
| 1979 | 45,01 | 3     | 23,02        | 1            | AD      | AD      | 27,69          | 1      | AD             | AD      | 63,60 / 100,00 |     |                |         |    |    |              |                |
| 1982 | 54,28 | 3     | 15,81        | 1            | AD      | AD      | 24,27          | 1      | AD             | AD      | 68,20 / 100,00 |     |                |         |    |    |              |                |
| 1985 | 58,30 | 4     | 12,23        | -            |         |         |                |        | 10,19          | -       | 14,74          | 1   | 67,30 / 100,00 |         |    |    |              |                |
| 1989 | 56,84 | 4     | 13,90        | -            | 23,23   | 1       |                |        | 63,71 / 100,00 |         |                |     |                |         |    |    |              |                |
| 1993 | 67,83 | 4     | 9,45         | -            | 17,02   | 1       | 70,18 / 100,00 |        |                |         |                |     |                |         |    |    |              |                |
| 1997 | 62,17 | 4     | 8,24         | -            | 25,57   | 1       | 64,15 / 100,00 |        |                |         |                |     |                |         |    |    |              |                |
| 2001 | 57,50 | 3     | 6,78         | -            | 30,96   | 2       | 64,88 / 100,00 |        |                |         |                |     |                |         |    |    |              |                |
| 2005 | 64,05 | 4     | 11,23        | -            | 20,60   | 1       | 69,47 / 100,00 |        |                |         |                |     |                |         |    |    |              |                |
| 2009 | 59,92 | 4     | 12,22        | -            | 24,29   | 1       | 69,03 / 100,00 |        |                |         |                |     |                |         |    |    |              |                |
| 2013 | 50,88 | 3     | 11,82        | -            | 32,72   | 2       | 69,51 / 100,00 |        |                |         |                |     |                |         |    |    |              |                |
| 2017 | 63,99 | 4     | 13,95        | -            | PPD/PSD | PPD/PSD | CDS-PP         | CDS-PP | 16,88          | 1       | 68,97 / 100,00 |     |                |         |    |    |              |                |
| 2021 | 47,24 | 3     | 24,49        | 1            |         |         | 20,27          | 1      |                |         | 3,69           | -   | 69,53 / 100,00 |         |    |    |              |                |

### Eleições legislativas
| Data | %     | %     | %     | %    | %     | %        | %     | %     | %    | %     | %    | %   | %       | % | %  | %  |
| Data | PS    | PCP   | PSD   | CDS  | UDP   | APU/ CDU | AD    | FRS   | PRD  | PSN   | B.E. | PAN | PSD CDS | L | CH | IL |
| ---- | ----- | ----- | ----- | ---- | ----- | -------- | ----- | ----- | ---- | ----- | ---- | --- | ------- | - | -- | -- |
| 1976 | 48,01 | 17,63 | 11,86 | 6,57 | 1,04  |          |       |       |      |       |      |     |         |   |    |    |
| 1979 | 36,91 | APU   | AD    | AD   | 2,06  | 25,89    | 25,12 |       |      |       |      |     |         |   |    |    |
| 1980 | FRS   | APU   | AD    | AD   | 0,85  | 21,18    | 25,53 | 41,82 |      |       |      |     |         |   |    |    |
| 1983 | 49,65 | APU   | 11,37 | 8,99 | 0,39  | 22,76    |       |       |      |       |      |     |         |   |    |    |
| 1985 | 29,63 | APU   | 12,59 | 6,27 | 0,88  | 18,89    | 24,80 |       |      |       |      |     |         |   |    |    |
| 1987 | 40,01 | CDU   | 27,02 | 2,58 | 1,05  | 12,74    | 7,59  |       |      |       |      |     |         |   |    |    |
| 1991 | 45,25 | CDU   | 31,08 | 1,71 |       | 10,81    | 1,15  | 1,92  |      |       |      |     |         |   |    |    |
| 1995 | 62,09 | CDU   | 17,70 | 3,83 | 1,23  | 9,85     |       | 0,44  |      |       |      |     |         |   |    |    |
| 1999 | 63,42 | CDU   | 17,46 | 4,14 |       | 10,08    | 0,13  | 0,78  |      |       |      |     |         |   |    |    |
| 2002 | 55,73 | CDU   | 25,60 | 5,01 | 8,38  |          | 1,19  |       |      |       |      |     |         |   |    |    |
| 2005 | 64,60 | CDU   | 15,09 | 2,82 | 8,76  | 4,00     |       |       |      |       |      |     |         |   |    |    |
| 2009 | 46,67 | CDU   | 18,46 | 6,22 | 10,52 | 11,00    |       |       |      |       |      |     |         |   |    |    |
| 2011 | 42,12 | CDU   | 26,13 | 6,73 | 11,48 | 5,11     | 0,44  |       |      |       |      |     |         |   |    |    |
| 2015 | 53,02 | CDU   | CDS   | PSD  | 9,54  | 8,45     | 0,71  | 21,32 | 0,17 |       |      |     |         |   |    |    |
| 2019 | 53,52 | CDU   | 14,58 | 2,24 | 8,56  | 7,90     | 2,34  |       | 0,82 | 2,09  | 0,36 |     |         |   |    |    |
| 2022 | 57,83 | CDU   | 16,38 | 0,72 | 8,09  | 3,43     | 0,92  | 0,31  | 8,19 | 0,67  |      |     |         |   |    |    |
| 2024 | 47,40 | CDU   | AD    | AD   | 5,91  | 16,02    | 3,39  | 1,05  | 1,10 | 19,31 | 1,53 |     |         |   |    |    |

## Turismo
No Gavião destacam-se a Praia do Alamal, os Passadiços do Alamal e o Castelo de Belver.

## Gastronomia
No Gavião destaca-se a açorda de sável.
A Mostra de Artesanato, Gastronomia e Atividades Económicas de Gavião decorre no 3.º fim de semana de julho, no Jardim do Cruzeiro - Gavião.
Esta é a festa dos afectos da terra e do Tejo, que une as gentes, traz alegria e exalta o que de melhor se faz no nosso concelho. 
Terra de encontros, aqui se reúnem o Alto Alentejo com a Beira e com o Ribatejo, e juntos fazem este Alentejo diferente com orgulho gavionense na sua arte de receber.

## Personalidades
- Rolão Preto, escritor Integralista.
- José Adriano Pequito Rebelo, escritor, político, agricultor.
- Francisco Ventura, poeta, dramaturgo.